# Discocactus araneispinus
Discocactus araneispinus Britton & Rose, es una especie fanerógama perteneciente a la familia de las Cactaceae. 

## Distribución
Es endémica de  Bahia en Brasil. Es una especie común que se ha extendido por todo el mundo.

## Descripción
Es una planta perenne carnosa, globosa de solitario tronco redondo de color verde con 6-8 cm de diámetro, hasta 10 costillas, armada de 7 a 9 de espinas, de 1,3-5 cm de largo. Flores de color blanco amarillento, nocturna en verano, de 4-5 cm de largo .

## Enlaces externos

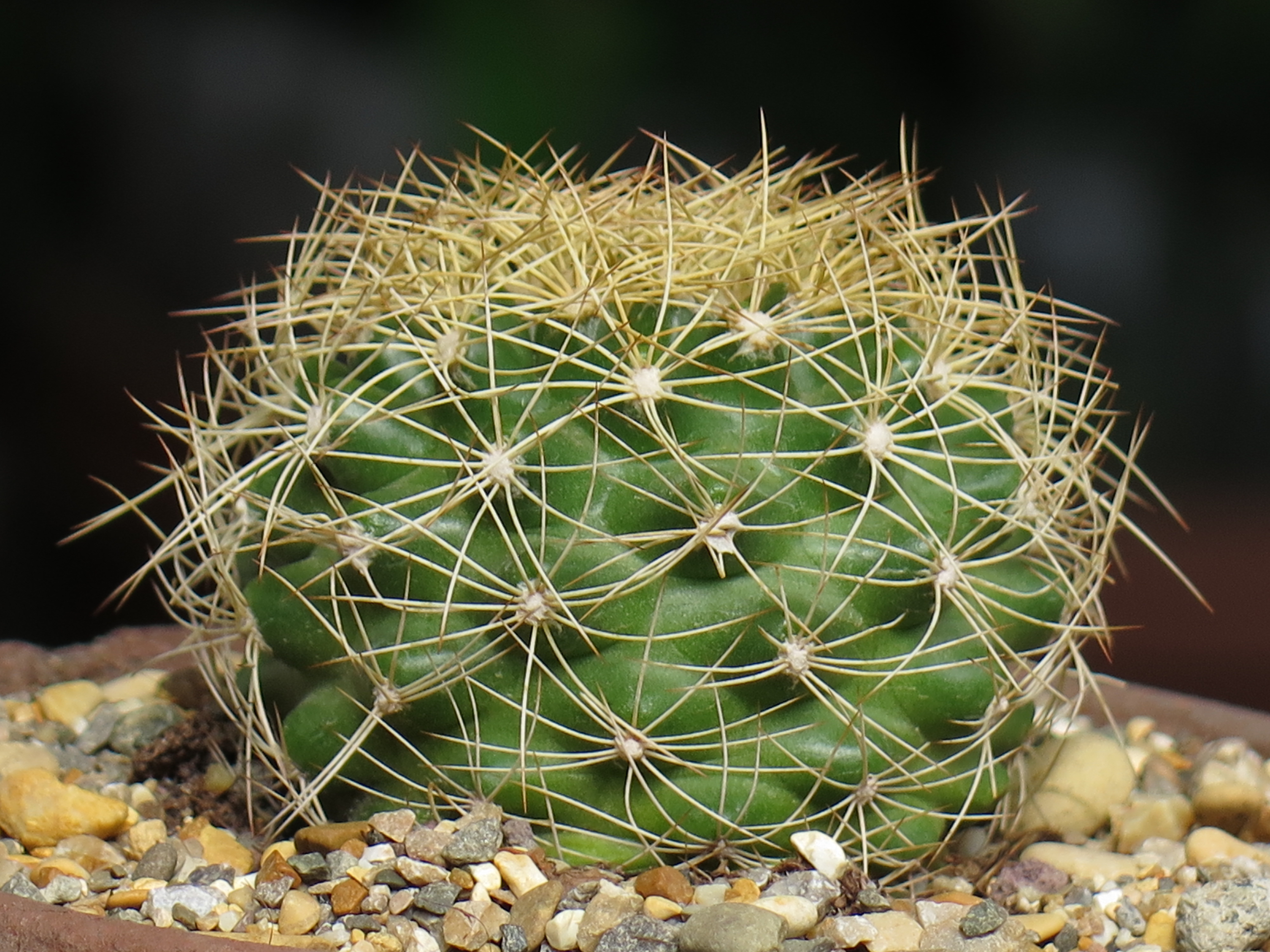
Discocactus zehntneri